# Embalse La Rotunda
El Embalse La Rotunda es el embalse más antiguo del que se tiene registro en Chile. Fue construido en 1838 en albañilería de ladrillo en Casablanca, en la hacienda Tapihue.